# Coenonympha semenovi
Coenonympha semenovi är en fjärilsart som beskrevs av Alphéraky 1887. Coenonympha semenovi ingår i släktet Coenonympha och familjen praktfjärilar. Inga underarter finns listade i Catalogue of Life.